# Blitzen Benz
El Blitzen Benz es un automóvil de carreras construido en 1909 por Benz & Cie en Mannheim, Alemania, que batió el récord mundial de velocidad ese mismo año. Se construyeron seis unidades para mejorar su aerodinámica. Disponía de un motor de cuatro cilindros en línea de 21,5 litros de cilindrada y 200 caballos de potencia, basado en el propulsor ampliado del vehículo de Gran Premio de la compañía.
De los seis Blitzen Benz construidos, se conservan dos: la compañía Mercedes-Benz posee uno, mientras que el otro pertenece a un coleccionista de EE. UU.

## Récords mundiales de velocidad

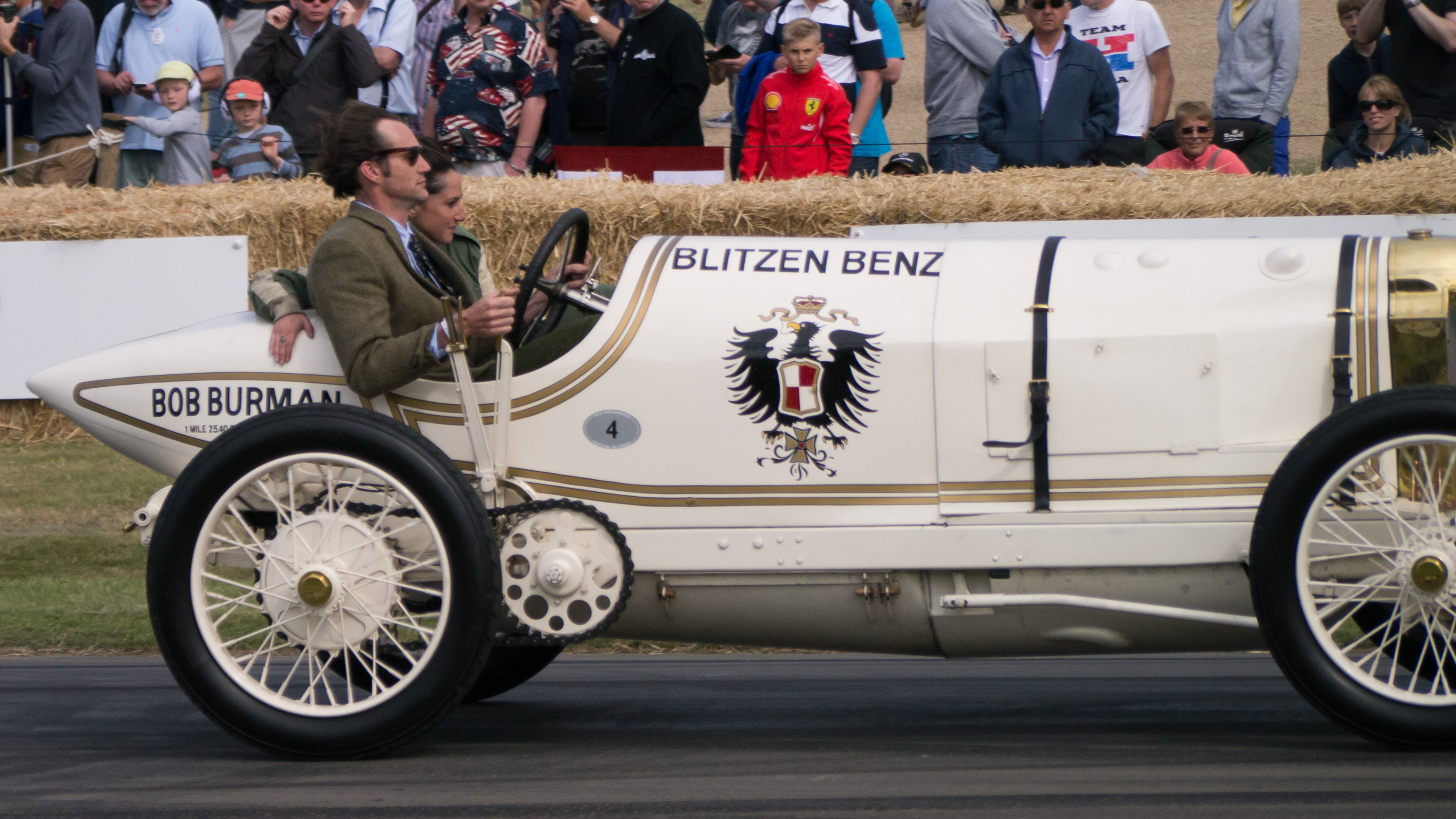
Un Benz 200 Blitzen Benz de 1909, en el Festival de Velocidad de Goodwood de 2015

El 9 de noviembre de 1909, el piloto francés Victor Hémery batió el récord mundial de velocidad con un registro de 202,7 kilómetros por hora (126,0 mph) sobre un kilómetro en el circuito de Brooklands al volante del Blitzen Benz n° 1.
El 23 de abril de 1911, Bob Burman con el Blitzen Benz registró una velocidad de 228,1 kilómetros por hora (141,7 mph) sobre una milla en la Playa de Daytona, rompiendo el récord de velocidad absoluto oficioso establecido por Glenn Curtiss en 1907 sobre su motocicleta V-8. El récord de Burman se mantuvo hasta 1919.
El 24 de junio de 1914, el piloto británico Lydston Hornsted, pilotando el Blitzen Benz n° 3, estableció en el circuito de Brooklands una marca oficial de 199,7 km/h (124,1 mph). Fue el primer récord sobre un recorrido de ida y vuelta, establecido de acuerdo con las reglas de la Asociación Internacional de Clubs del Automóvil Reconocidos.
Después de 1914 el coche fue adaptado para los circuitos de carreras, experimentando numerosas modificaciones antes de quedar inutilizado en 1923. Muchos otros ejemplares del 200 hp de Gran Premio han sobrevivido.